# Пуси Райът
Pussy Riot (в превод: Бунт на котенце, транскрипция: Пуси Райът) е руска феминистка пънк-рок група от Москва.
Протестира срещу системата на Путин по нестандартен начин, особено след като е избран за безпрецедентен трети път за президент. При изпълненията си те членовете използват маски, за да останат анонимни.
Основана през август 2011 г., групата прави политическо-провокативни изпълнения на теми от руския политически живот на необичайни места, като Лобное место на Червения площад, на покрив на тролейбус или на скеле в Московското метро. Групата защитава феминизма, правото на личен избор, както и правата на ЛГБТ гражданите в Русия. За тях Путин е диктатор, който няма право да се меси в работата на църквата. Според една от основателките
„Изпълненията на Pussy Riot могат да се нарекат или дисидентско изкуство, или политическа акция, която ползва изкуство. И в двата случая нашите изпълнения са вид гражданска активност срещу репресиите на политическа система, която използва властта си срещу основни човешки права и граждански и политически свободи.“

## Название на групата
Руската пънк-група приема английското название Pussy Riot (МФА[ˈpʊs.i ˈɹaɪ.ət], „Пу̀си Ра̀йът“). На участничките в групата, по думите на една от тях, са им добре известни както вулгарните подтекстове на английското „pussy“, така и съзвучието на „пуси“ с нежни руски думи, което създава напрежение между тази дума и грубото и агресивно „riot“.

## Творчество
Всяка от акциите си групата съпровожда или с „нелегално турне“, състоящо се от серия изпълнения, включващи необичайно усвояване на пространството и живо изпълнение на песен при акомпанимент на електрокитара, или с едно-единствено изпълнение в същия формат.
Филмираните изпълнения след това се използват за създаване на видеоклипове с добавени студийни аудиозаписи, публикувани по-късно в YouTube. Текстовете и музиката се създават съвместно от всички участници в групата.

### „Богородице, изгони Путин!“
На 21 февруари 2012 г. 4 участнички  в групата изпълняват песен-молебен „Богородице, изгони Путин!“ в московската катедрала „Христос Спасител“, мотивирана от тяхното противопоставяне на руския президент Владимир Путин и политиката на Руската православна църква . Техните действия са спрени от охранители в църквата. На 3 март, след поява на изпълнението онлайн, 3 участнички в групата са арестувани и обвинени в хулиганство .
Съдебният процес започва в края на юли и поражда противоречиви мнения в Русия и по света. Според допитване на център „Левада“, 44% от руснаците подкрепят обвиненията и вярват в обективността на съда, докато 17% са на обратното мнение. Според феминистката-писателка Каролайн Криадо Перес (книгата „Прави го като жена“, 2015) на трите арестувани им е било отказано правото на защита и почти всичките им свидетели не са допуснати да свидетелстват. В същото време членовете на групата получават подкрепа в Русия и от други страни заради обвинения за лошо отношение в ареста и риска от възможна 7-годишна присъда .
На 17 август 2012 г. подсъдимите са осъдени за „хулиганство, мотивирано от религиозна омраза“, и са осъдени на 2 години лишаване от свобода.
Руската православна църква публикува изявление, призоваващо властите да проявят снизходителност в рамките на закона . Процесът и присъдата привличат международна критика . Външните министри на Германия и Швеция, както и представители на Европейския съюз и САЩ, наричат наказанието „непропорционално“ . На 10 октомври съдът реши Екатерина Самуцевич да бъде освободена. На 23 декември 2013 г. Надежда Толоконникова и Мария Альохина излизат от затвора.

### „Милиционерът влиза в играта“
На 15 юли 2018 г. на московския стадион „Лужники“, където се играе финалният мач от световния шампионат по футбол, Pussy Riot извършват акция под наименованието „Милиционерът влиза в играта“, посветена на политическите затворници и незаконните арести на антиправителствените митинги в Русия. Четирима от участниците в акцията успяват да преминат през загражденията и да изтичат на игрището, прекъсвайки играта. Спрени са едва в центъра на полето. Интернет-изданието „Газета.ру“ съобщава, че участниците в акцията са облечени в милиционерска униформа, и представя снимки, от които се разбира, че един от тях е от мъжки пол.
На своята страница в социалната мрежа Facebook групата Pussy Riot заявява, че тази акция е посветена на единадесетгодишнината от смъртта на поета Дмитрий Пригов, създал образа на небесния Милиционер, който се „извисява като пример за държавност“, и земния Милиционер, който „вреди на всички“, и че участниците в групата искат освобождаване на политическите затворници, прекратяване на углавните дела за повторни постове и незаконните арести на митингите, а също допускане на политическа конкуренция в страната.